# ヤロスワフ (オポーレ公)

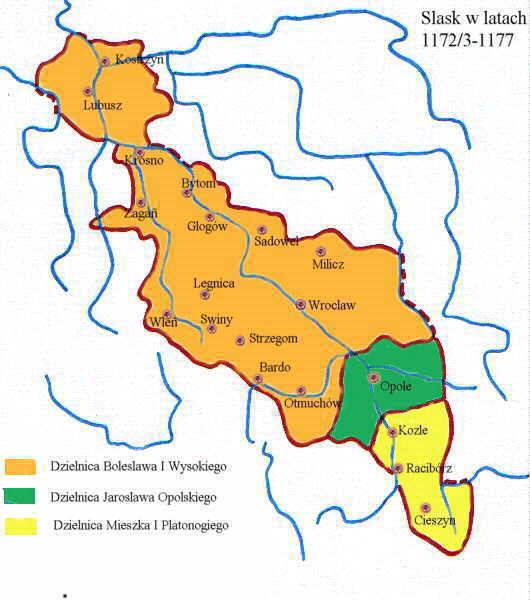
シロンスク公国の分裂の始まり。（1172年/1173年 - 1177年）
ヴワディスワフ2世の長男ボレスワフ1世ヴィソキ
ボレスワフ1世の長男ヤロスワフ
ヴワディスワフ2世の次男ミェシュコ1世プロントノギ

ヤロスワフ・オポルスキ（波:Jarosław opolski, 1143年以後 - 1201年3月22日）は、オポーレ公（在位：1173年 - 1201年）、ヴロツワフ司教（在位：1198年 - 1201年）。シロンスク公ボレスワフ1世ヴィソキと最初の妻であるキエフ大公フセヴォロド2世の娘ズヴェニスラヴァとの間の長男。ヘンリク1世の異母兄。ルテニアの名前は母から与えられた。

## 生涯
彼がシロンスクで既に生まれていたか、亡命先で生まれたのかは不明であるが、神聖ローマ帝国のアルテンブルクで育ち、神聖ローマ皇帝フリードリヒ1世の宮廷で少年時代を過ごした。1163年に父と叔父のミェシュコ1世プロントノギによるシロンスク回復の後、残りの家族と共にシロンスクに移り住み、そこで政治活動を開始したとされる。しかし、父は1157年にドイツ人女性クリスティナと再婚しており、ボレスワフ1世は彼女の子供達をかわいがり始めた。ヤロスワフは1160年代か1170年代に聖職者の道を歩むよう強制され、父の遺産相続から外された。
しかし、ヤロスワフは権力から取り除かれることに満足せず、叔父のミェシュコ1世と共謀して陰謀をめぐらせ、1172年から1173年にかけて内戦を引き起こし、父をエアフルトへ亡命に追いやった。フリードリヒ1世の介入と調停を通じて、ボレスワフ1世は亡命先から戻り低地シロンスクにおける権力を回復することができたが、ラチブシュ公国とオポーレ公国を創設、それぞれをミェシュコ1世とヤロスワフに引き渡さなければならなかった。
次に表れるヤロスワフに関する情報は1190年代のことである。1195年に、ヤロスワフはモズガヴァの戦いで彼の大叔父ミェシュコ3世を支援していたが、そこでサンドミェシュ伯であるラヴィシュ家のゴヴォレクに敗れた（しかも、ミェシュコ3世はヤロスワフ軍の到着前に戦場から逃亡していた）。3年後の1198年にはヤロスワフはヴロツワフ司教に選ばれ、父と和解した。痕跡はその期間のシロンスクの硬貨に彼らの名が刻まれていたことで分かる。
ヤロスワフは父より数か月前の1201年3月22日に亡くなった。埋葬された場所はヴロツワフとされる。オポーレは父が取り戻したが、9ヵ月後に父が亡くなった後は異母弟のヘンリク1世が相続、ミェシュコ1世に奪われた。